# کارولین بی. وینسلو
کارولین براون وینسلو (انگلیسی: Caroline B. Winslow؛ ‏ ۱۹ نوامبر ۱۸۲۲ – ۷ دسامبر ۱۸۹۶) پزشک اهل ایالات متحده آمریکا بود. او پنجمین زن در ایالات متحده بود که در رشته پزشکی فارغ‌التحصیل شد.

## اوایل زندگی
کارولین براون در ۱۹ نوامبر ۱۸۲۲ در شهر اپلدور، کنت در انگلستان زاده شد. پدر او ساموئل براون (متوفی ۱۸۵۷) نام داشت. خانواده در سال ۱۸۲۶ به ایالات متحده آمریکا نقل مکان کردند.
در سال ۱۸۵۰، او آناتومی بدن انسان را زیر نظر پزشکی به نام ریچل بروکس گلیسون در گلن هیون، نیویورک فرا گرفت و در دسامبر ۱۸۵۱، وارد کالج پزشکی اکلکتیک، در سینسیناتی، اوهایو شد و در ژوئن ۱۸۵۳ فارغ‌التحصیل شد. او اولین زنی بود که از آن کالج فارغ‌التحصیل شد و همچنین پنجمین زن در ایالات متحده بود که در رشته پزشکی فارغ‌التحصیل شد.

## حرفه
کارولین بی. وینسلو از سال ۱۸۵۳ تا ۱۸۵۹ با موفقیت در سینسیناتی طبابت کرد و با علاقه‌مندی به هومئوپاتی در سال ۱۸۵۶ از کالج وسترن هومیوپاتی در کلیولند فارغ‌التحصیل شد. او سپس به خانه والدینش در یوتیکا، نیویورک رفت و بیش از هفت سال در آنجا ماند. در آوریل ۱۸۶۴، پس از مرگ والدینش، او به واشینگتن، دی.سی. رفت و در آنجا به عنوان یک پزشک معمولی در بیمارستان‌های نظامی تحت نظارت آژانس ایالتی نیویورک خدمت کرد. پس از جنگ داخلی، او هشت ماه را در بالتیمور، مریلند گذراند، و سپس در واشینگتن، دی.سی. مستقر شد و در آنجا یک مطب هومیوپاتی راه اندازی کرد.
در نوامبر ۱۸۸۲، او به همراه سوزان آن ادسون داروخانه رایگان هومیوپاتی را افتتاح کرد که نخستین داروخانه هومیوپاتی در واشینگتن محسوب می‌شد و تا چندین سال رونق داشت. این اولین مکان حرفه‌ای بود که در آن پزشکان زن می‌توانستند در کنار همکاران مرد خود طبابت کنند.
او به مدت چهارده سال رئیس انجمن آموزش اخلاق واشینگتن بود. او به مدت سیزده سال آلفا، مجله آن انجمن را سردبیری کرد. او یک فعال مدنی حق رأی زنان و مدافع آموزش عالی برای همه بود.
او همچنین از از مدافعان حق رأی عمومی بود و همراه با سوزان آن ادسون کنفرانس سال ۱۸۶۹ انجمن جهانی حق رأی عمومی را برنامه‌ریزی کرد.
در سال ۱۸۹۳، مجسمه‌ساز آمریکایی آدلاید جانسون تندیسی از کارولین براون وینسلو ساخت که در تالار گنبددار ساختمان زن در شیکاگو در جریان «نمایشگاه جهانی شیکاگو» به نمایش گذاشته شد.

## زندگی شخصی
کارولین براون در ۱۵ ژوئیه ۱۸۶۵، زمانی که وینسلو ۴۳ ساله بود، با یک استادکار و صنعتگر به نام «آستین کرازبی وینسلو» ازدواج کرد.
وینسلو دوست مادام العمر سوزان آن ادسون بود. آنها احتمالاً در کالج پزشکی اکلکتیک ملاقات کردند که هر دو در آن دانشجو بودند. در طول جنگ داخلی آمریکا، آنها به عنوان پرستار کار می‌کردند، زیرا آنها اجازه نداشتند به عنوان پزشک طبابت کنند. پس از جنگ، وینسلو و ادسون با هم به واشینگتن، دی.سی. نقل مکان کردند و مطاب‌های خصوصی خود را تأسیس کردند. آنها با هم نامه ای تحت عنوان حق زنان برای رأی دادن خطاب به کنگره نوشتند. وینسلو خواهرزاده خود، «مری براون مک‌فرسون جنی» (۱۸۵۳–۱۹۲۸) را پس از مرگ خواهرش به فرزندی پذیرفت.
کارولین بی. وینسلو در ۷ دسامبر ۱۸۹۶ درگذشت. سوزان آن ادسون هم یک سال بعد، در سال ۱۸۹۷ درگذشت. هر دو در قبرستان راک کریک در واشینگتن، دی.سی. به خاک سپرده شدند.